# Noire est la beauté
Noire est la beauté est un roman de Stéphane Zagdanski, paru en 2001 aux Éditions Pauvert.
C'est le 10e ouvrage de l'auteur.

## Résumé
Un peintre, Antoine Lomazzo, la cinquantaine, et qui, soudain, se voit « vieilli », rencontre une belle Centrafricaine, Marie, dans une boîte de nuit parisienne.

## Réception
Josyane Savigneau dans Le Monde, s'interroge : « Comment, derrière ce bon titre, Noire est la beauté, Stéphane Zagdanski a-t-il pu écrire un roman si lourd, et banal, en dépit du sujet ? ».